# イオンイーハート
株式会社イオンイーハートは、千葉県千葉市美浜区の幕張新都心に本社を置く、ショッピングセンター内で飲食店事業を担うイオングループの企業である。

## 概要
主にイオングループのショッピングセンター内で飲食店事業を行う企業であるが、イオングループ以外のショッピングセンターなどにも同社の店舗が存在する。
- 営業店舗数：138店舗（うち直営店135店舗）（2025年2月末）
- 店舗所在地
  - 東北地方：青森県、岩手県、宮城県、秋田県、新潟県、福島県
  - 関東地方：茨城県、栃木県、群馬県、埼玉県、東京都、千葉県、神奈川県
  - 中部地方：静岡県、岐阜県、愛知県、富山県、石川県、福井県
  - 近畿地方：三重県、滋賀県、京都府、奈良県、大阪府、和歌山県、兵庫県
  - 四国地方：徳島県、香川県、愛媛県、高知県
  - 中国地方：岡山県、広島県、山口県、鳥取県

旧社名は株式会社グルメドールであったが、マイカル系列の株式会社マイカルイストと合併し、現社名に変更している。

## 沿革
- 1964年（昭和39年）- 株式会社甘瑛堂として四日市にて創業。
- 1967年（昭和42年）- ジャスコ店内の飲食施設充実のため株式会社三幸を創業。
- 1979年（昭和54年）- ジャスコ株式会社（現・イオン）とフランス料理の老舗コックドール社の合併企業として、株式会社コックドールジャスコを設立。
- 1983年（昭和58年）- 株式会社甘瑛堂がジャック株式会社に社名変更。
- 1984年（昭和59年）- コックドールジャスコが株式会社グルメドールに社名変更。
- 1989年（平成元年）- 新業態「和ぐるめ」の1号店をオープン。
- 1994年（平成6年）- 幕張新都心イオンタワーに本社を移転。
- 1995年（平成7年）- グルメドールカードを発行。
- 1998年（平成10年）
  - 年間50店舗出店、直営200店舗を達成。
  - オムライス専門店「エスポワール」1号店出店。
- 1999年（平成11年）- 信州ジャスコ外食事業部を吸収・統合。かつてFC展開していた長野県の店舗を直営化する。
- 2002年（平成14年）
  - 福井・石川・富山の北陸3県に初進出。
  - カジュアルダイニング「HERB & SPICE」1号店を品川にオープン。
- 2003年（平成15年）
  - 居酒屋「四六時中」出店。
  - 千葉県習志野市に「HERB & SPICE」3号店を出店。
  - 九州地方に初進出。
- 2004年（平成16年）
  - 1月21日 - 同じイオングループで外食（フードコート事業）を手がけるジャック株式会社と合併。
  - 3月 - 新業態第3弾「BomDia」をスタート。
- 2006年（平成18年） 
  - マイカルグループの外食部門「マイカルイスト」を合併し、株式会社イオンイーハートに社名変更。
  - 合併により店舗数が576店舗となる。
  - 新業態のビュッフェスタイルレストラン「地球の恵と炎」、デザートビュッフェの「リトルパティシエ」を開店
  - ダイヤモンドシティ・ミューに従業員食堂「彩菜食堂」出店。
  - 「地球の恵みと炎」2号店となる品川シーサイド店を出店。
- 2007年（平成19年）
  - 豚肉料理専門業態「とんでもや」の展開を開始
  - 「リトルパティシエ」2号店をイオン高の原SCに出店。
  - ミニストップとのコラボレーション店舗「こかげ亭」の展開を開始。直方パーキングエリア並びに鞍手パーキングエリアに出店。
  - ベーカリーレストラン「麦の香」をイオン鹿児島SCに出店。
- 2008年（平成20年）
  - 青島イオンとの合弁会社を設立し、中国山東省煙台にレストラン「可美楽」1号店を出店。
  - 「ぼ〜の香」1号店となる仙台泉大沢店を出店。
  - 九州地区の13店舗の営業権をBUN CORPORATION社に譲渡[2]。
- 2009年（平成21年）- グルメドールや和ぐるめなどの旧来の業態を「ぼ〜の香」「麦の香」「新年年歳歳」に順次転換。
- 2010年（平成22年）
  - 新事業のストアレス事業発足「イオンイーハートショップ」がスタート。
  - フェアトレードイベント「学生が作るフェアトレードまつり2010」をイオン津田沼ショッピングセンターで開催。
- 2011年（平成23年）
  - イオングループから出る使用済み食用油を再利用した「リサイクルハンドソープ」を店内に設置。
  - 旧来の業態を「四六時中」1ブランドに集約。順次「四六時中」へ業態転換や名称変更。
  - 「イーハートショップ」を「46DELI」にリニューアルオープン。
- 2012年（平成24年）
  - 新事業のカフェ事業を展開。
- 2014年（平成26年）
  - マルナカコンセ運営開始
- 2020年（令和2年）
  - コロナ禍により四六時中業態に集約しメニューや原料の集約など、収益構造改革を断行。
  - ケータリング事業終了
- 2022年（令和4年）
  - 「健康経営優良法人2022」初認定。
  - 四六時中を立地特性に応じ全国3業態に再編。
- 2023年（令和5年）
  - 2年連続「健康経営優良法人2023」認定。
  - 新業態「紫あん」1号店を8月1日イオン稲毛店にオープン。
  - 新業態「道頓堀ふわとろ」1号店を11月16日イオンスタイル新茨木にオープン。
- 2024年（令和6年）
- 3月
  - 3年連続「健康経営優良法人2024」認定。　
  - おひつごはん四六時中が88店舗を突破。
- 7月 
  - 創業60周年
  - 60周年記念キャンペーン第1弾「ドリンクキャンペーン」開催。
  - 新業態「紫あん」初の駅ビル出店7月4日柏髙島屋ステーションモールにオープン。
- 9月
  - 60周年記念キャンペーン第2弾「おひつごはん四六時中×会津若松市 コラボ企画」開催。
  - 「おひつごはん四六時中」9月11日イオン清水店にリニューアルオープン。
- 10月
  - 60周年記念キャンペーン第3弾「おひつごはん四六時中」お得な感謝祭開催。
- 11月
  - 「おひつごはん四六時中」11月7日イオンモール鈴鹿に新規オープン。
  - 2024年3月の88店舗から100店舗達成(テーブルレストラン93店舗・フードコート7店舗)。

## 店舗業態
- テーブルサービス（レストラン）事業

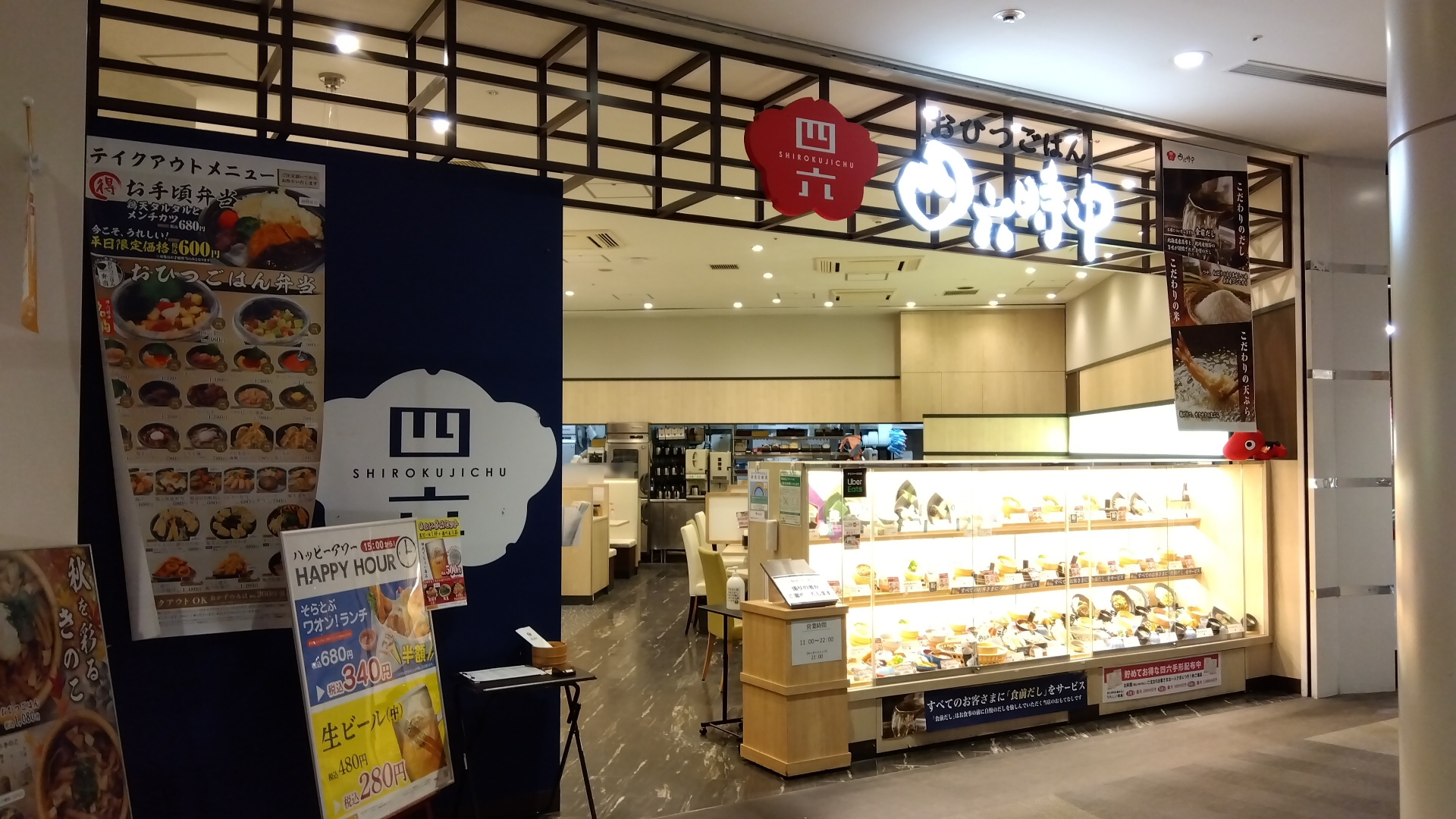
「おひつごはん」四六時中

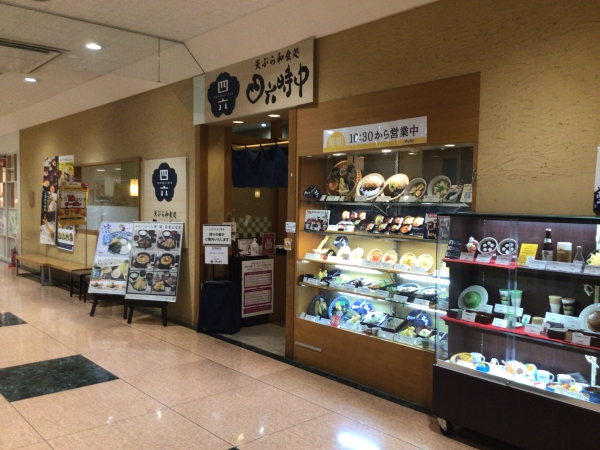
「天ぷら和食処」四六時中

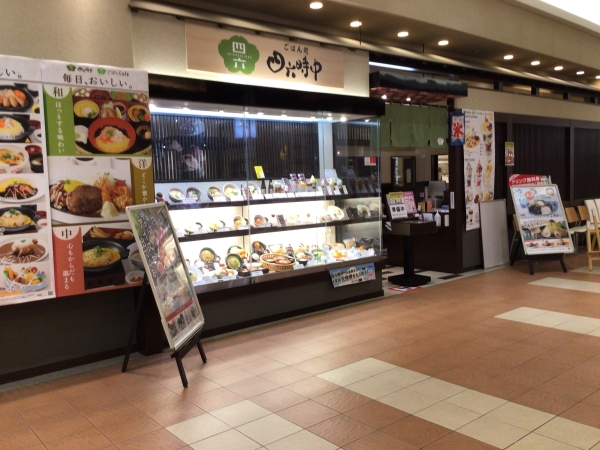
「ごはん処」四六時中

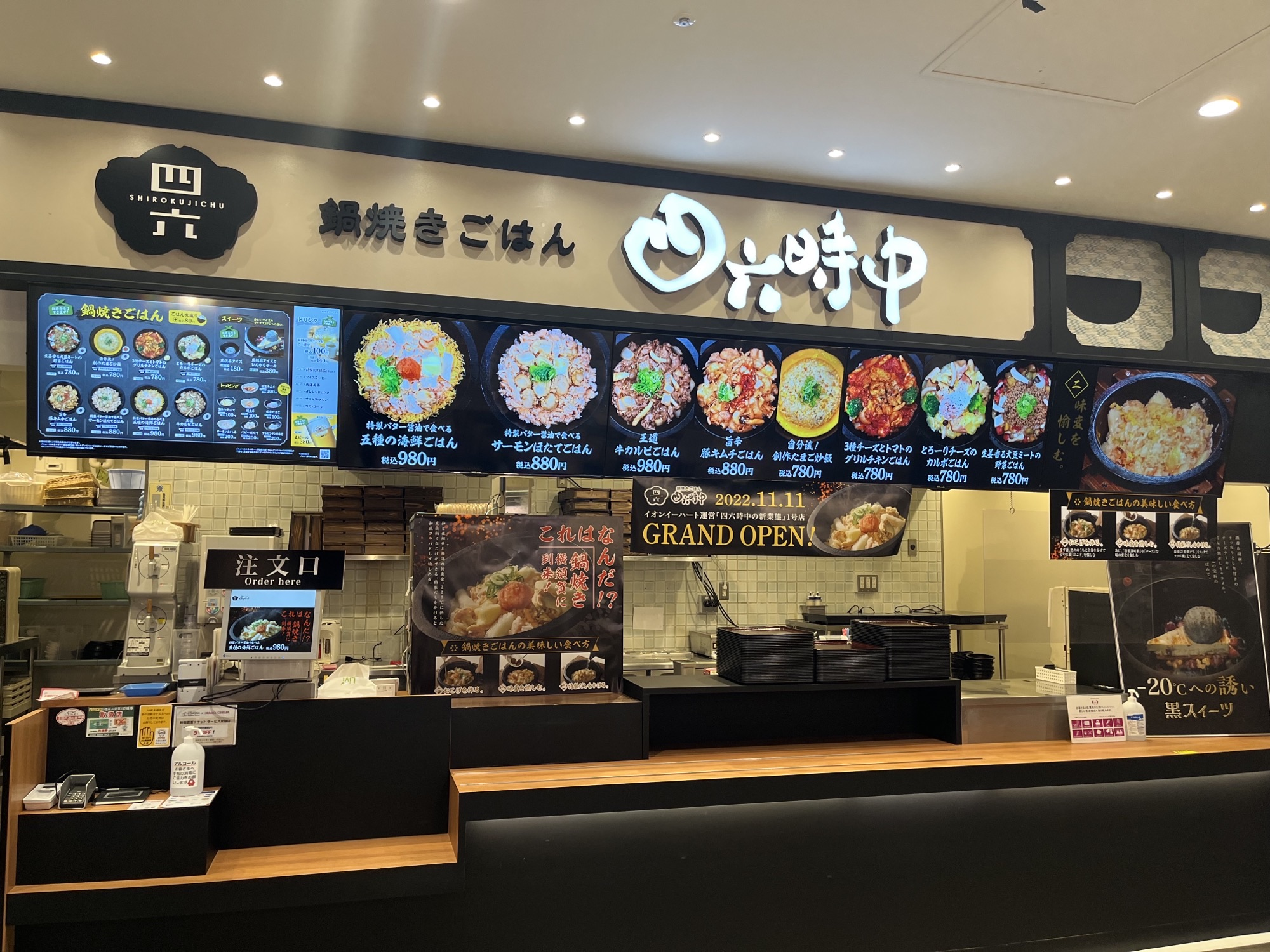
「鍋焼きごはん」四六時中

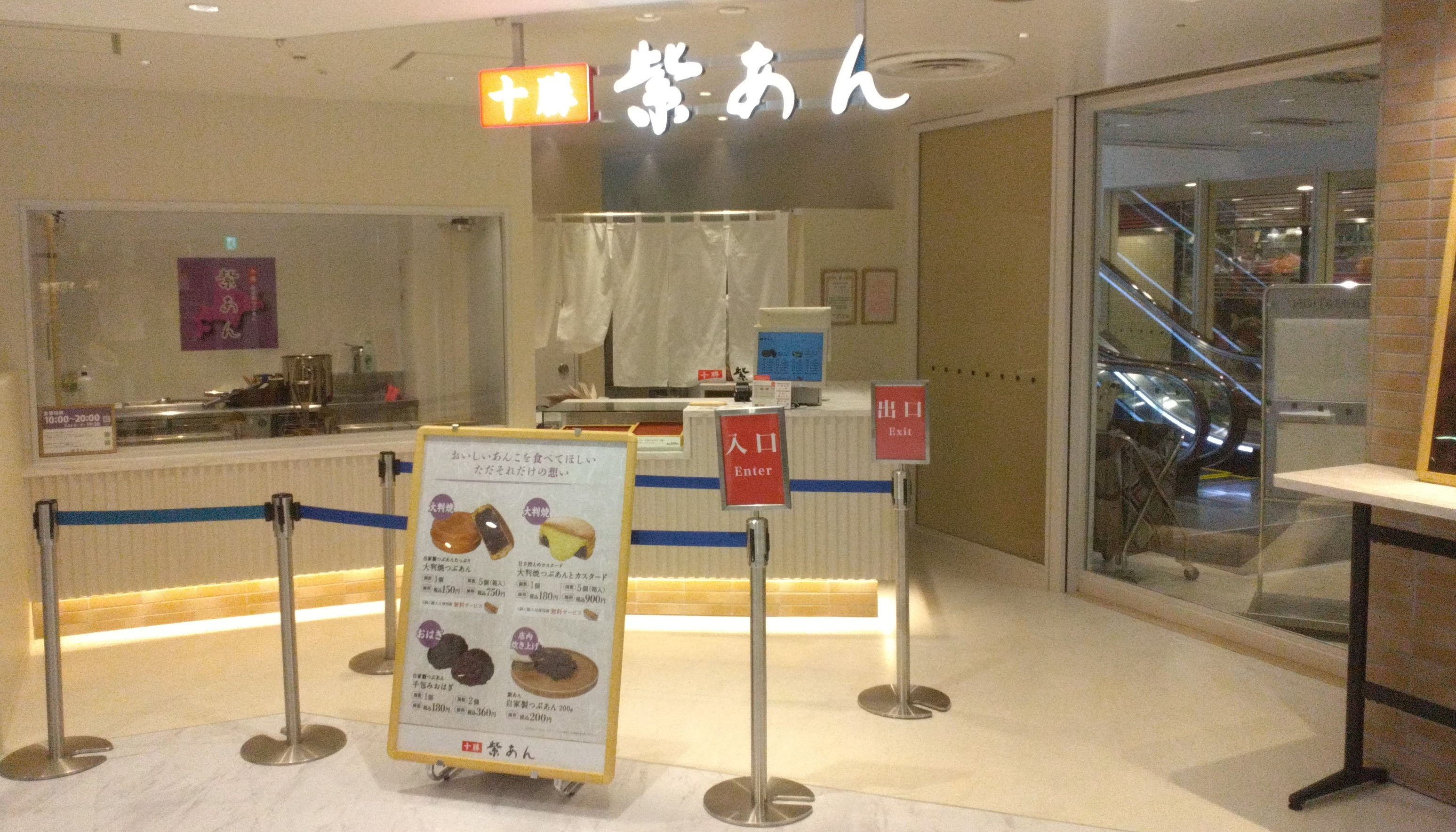
「紫あん」

  - おひつごはん - 四六時中（おひつごはん・天ぷら和食レストラン）
  - 天ぷら和食処 - 四六時中（総合和食レストラン）
  - ごはん処　　 - 四六時中（和食・洋食・中華レストラン）

- ファーストフード（フードコート）事業
  - おひつごはん四六時中（おひつごはん四六時中のフードコート店）
  - 軽食甘味処四六時中
  - 鍋焼きごはん四六時中
  - 紫あん
  - 道頓堀ふわとろ

### 過去に存在した業態

#### イオンイーハート
- カフェ・ド・ペラゴロ（喫茶店）
- みちのレストラン四六時中・こかげ亭（高速道路のパーキングエリアにあった軽食店舗）
- 地球の恵みと炎
- リトルパティシエ
- 一日一膳
- 豚でも屋
- 和ぐるめ(和食レストラン)
- 和ダイニング - 四六時中（和食レストラン）
- ごはんcafé - 四六時中(カフェレストラン)
- おひつごはん - 海の穂まれ（和食レストラン)
- おひつごはん海の穂まれ（おひつごはん海の穂まれのフードコート店
- 海鮮丼･つけ麵四六時中

#### 旧・グルメドール
- グルメドール（グルメドールエイト）
- コックドール（コックドールエイト）
- 和ぐるめ
- 花ぐるま
- 花ぐるめ
- プチぐるめ
- ローズサロン
- エスポワール（カフェエスポワール）
- とんかつ和ぐるめ
- Bomdia（Bomdia - jr.）
- HERB - & - SPICE
- 年年歳歳
- ぼ〜の香
- 麦の香

#### 旧・マイカルイスト
- 弥次喜多
- 神戸北の坂
- とら蔵
- 野とン
- グルメピアザ
- グルメコート
- 湖陽樹
- 香港美食麺房
- Jyu-Jyu
- ナポリの市場食堂
- 釜釜ごえもん
- 赤い風船
- ラフォーレ
- 赤坂百人一朱
- GYAO
- サーカス&サーカス
- おらんく屋
- コロコロ亭
- クレミーノ
- 麵々亭
- 今助
- ハニー

- 旧・ジャック
  - ジャック
  - やいてんか
  - 大大蛸蛸
  - 粒粒麺